# Grabówko (gromada)
Grabówko – dawna gromada, czyli najmniejsza jednostka podziału terytorialnego Polskiej Rzeczypospolitej Ludowej w latach 1954–1972.
Gromady, z gromadzkimi radami narodowymi (GRN) jako organami władzy najniższego stopnia na wsi, funkcjonowały od reformy reorganizującej administrację wiejską przeprowadzonej jesienią 1954 do momentu ich zniesienia z dniem 1 stycznia 1973, tym samym wypierając organizację gminną w latach 1954–1972.
Gromadę Grabówko z siedzibą GRN w Grabówku utworzono – jako jedną z 8759 gromad na obszarze Polski – w powiecie kwidzyńskim w woj. gdańskim na mocy uchwały nr 19/III/54 WRN w Gdańsku z dnia 5 października 1954. W skład jednostki weszły obszary dotychczasowych gromad Grabówko, Grabowo i Nowy Dwór ze zniesionej gminy Grabowo, obszar dotychczasowej gromady Kaniczki ze zniesionej gminy Nebrowo Wielkie oraz łąki nadwiślańskie o ogólnej powierzchni 723,61 ha (ciągnące się wąskim pasem wzdłuż Wisły i graniczące z zachodnią granicą dotychczasowych gromad Kaniczki, Grabowo i Grabówko) z dotychczasowej gromady Bursztych ze zniesionej gminy Janowo w tymże powiecie. Dla gromady ustalono 12 członków gromadzkiej rady narodowej.
1 stycznia 1959 gromadę zniesiono, włączając jej obszar do gromad Mareza (miejscowości Grabówko i Nowy Dwór) i Nebrowo Wielkie (miejscowości Kaniczki i Grabowo) w tymże powiecie.